# Гурлянд, Яков Ионович
Яков Ионович Гурлянд (псевдонимы — Восточник, Эмир Гулжаков; 2 декабря 1881, Новомосковск, Новомосковский уезд — после 1916, неизвестно) — российский публицист, востоковед, юрист и археолог.

## Биография
Отец — Хаим Иона (Иона Ильич) Гурлянд (1843—1890), родом из города Клецка Минской губернии и выпускник Петербургского университета (1863), — был учёным-гебраистом и известным специалистом по еврейской истории и литературе, автор ряда трудов на русском языке, иврите и идише, в том числе семитомной «Истории преследований евреев»; в 1888—1890 годах служил городовым раввином в Одессе. Мать — Любовь Яковлевна Гурлянд. Дядя — Яков Ильич Гурлянд — был выпускником виленского раввинского училища, после окончания которого на протяжении десяти лет служил казённым раввином в удалённом местечке Полтавской губернии, затем в самой Полтаве, а с середины 1870-х годов — нотариусом в Харькове; был удостоен звания почётного гражданина, написал ряд трудов по юриспруденции и истории философской мысли. Двоюродный брат — Илья Яковлевич Гурлянд (1868—1921) — российский государственный деятель, историк и публицист.
Окончил Екатеринославскую гимназию, учился в Новороссийском университете, окончил восточный и юридический факультеты Санкт-Петербургского университета, учился в Санкт-Петербургском археологическом институте, Сорбонне (Париж) и College de France. Преподавал в Парижской русской высшей школе общественных наук, Санкт-Петербургском археологическом институте, Высших женских архитектурных курсах, Политехнических курсах.
Был директором Санкт-Петербургского Охтинского коммерческого училища и Царскосельского коммерческого училища. Печатался в «Одесских новостях», «Театре и искусстве», «Театре», «Новостях», «Биржевой газете» и других.

## Семья
- Брат — Илья Ионович Гурлянд (1871, Екатеринослав — ?)[2], жил в Одессе[8].

## Избранное
- Степное законодательство. — Казань, 1904.
- L’histoire des khazars. — Paris, 1906.